# El Cap de la Vall
El Cap de la Vall és un nucli de població del municipi de Cabó, a l'Alt Urgell. El nucli es troba més amunt de la capçalera del riu del Cap de la Vall que drena el terme de Cabó. Per Sant Bartomeu, el 24 d'agost o el diumenge següent, se celebra la festa major i és tradicional fer una missa i un dinar.